# Irina Nicolau
Irina Nicolau (n. 29 ianuarie 1946, București, România – d. 3 iulie 2002, București, România, București) a fost scriitoare, specialistă în folclor, etnologie și muzeologie. A fost directoare a Muzeului Țăranului Român.

## Date biografice
Născută la București, a avut strămoși aromâni și greci. Pe linie paternă se trage dintr-o familie de aromâni filo-români din comuna Doliani de pe versanții muntelui Vermion lângă orașul Veria în Grecia.
Specialist în etnologie, istorie orală și muzeologie, doctor în filologie-folclor, membră a unor organizații profesionale din România și alte țări, Irina Nicolau a coordonat seria de cărți bibliofile a Muzeului Țăranului Român.

## Volume publicate
- Carte de purtări după rânduiala jocului și a sărbătorii, co-autoare (cu I. Popescu, A. Manolescu, P. Popovăț), 1990
- Ne-a luat valul, antologie, co-autoare, 1990
- Vom muri și vom fi liberi (prima carte despre Revoluție), antologie, co-autoare (cu Ioana Popescu, Speranța Rădulescu), Ed. Meridiane, 1990
- Obrăzarul, co-autoare (cu G.Roșu, A.Manolescu, I.Popescu, Ș.Anghelescu), mapă, 1990
- Carte de cum ținea românul Paștile, co-autoare (cu A.Manolescu, M. Mardale), 1991
- Sf. Maria - carte de credințe întru Maica Precesta, Născătoarea de Dumnezeu, co-autoare (cu I. Popescu, A. Manolescu, M. Mardale), 1991
- Sf. Maria - carte de credințe întru Maica Precesta, Născătoarea de Dumnezeu, co-autoare  (cu I. Popescu, A. Manolescu, M. Mardale), 1991
- Ion - carte de credințe întru sfinții de preste tot anul cu numele Ion, co-autoare (cu A.Manolescu, I.Popescu), 1991
- Prunc, co-autoare (cu I.Popescu, Ș.Anghelescu), 1991
- De rostul podoabelor și talismanelor, co-autoare (cu I. Popescu, M.Mardale), 1991
- De facerea și folosul icoanelor țărănești, co-autoare (cu A.Manolescu, C. Nicolescu), 1991
- De rândul nunții, co-autoare (cu G.Roșu), 1991
- Ouă încondeiate, co-autoare (cu G. Roșu, I.Popescu, A.Manolescu, C.Nicolescu), mapă, 1991
- Le pied chaussé (Opinca), 1992
- Foae de primenire, co-autoare (cu I. Popescu), afiș, 1992
- Foae de oaie, co-autoare (cu I. Popescu), afiș, 1992
- Povestea Elisabetei Rizea din Nucșoara, urmată de Mărturia lui Comei Drăgoi, antologie, co-autoare (cu T.Nițu),prefață de Gabriel Liiceanu, 1993
- Caietu' minunat, co-autoare (cu M.Gherboveț), 1993
- Raportul veterinarului Ilie Lunca, co-autoare (cu M.Nițu, T.Nițu), 1993
- Cu Octavian Ghibu despre Picu Procopie Pătruț, co-autoare (cu M.Gherboveț, P.Popovăț, M.Vasiliu), 1993; reeditare, Edimpress, 1999
- Arnăuțoii - istoria unei familii din Nucșoara, co-autoare (cu T.Nițu, A. Hirțe), 1993
- Călindar de dragoste, 1993
- The Simple Splendour of Character. The Romanian Peasant, 1996
- Piața Universității, Ed. Nemira, 1997
- Roumanie en miroir - memoires de tiroir, co-autoare  (cu I. Popescu), mapă - catalog la expoziția Roumanie en miroir - memoires de tiroir, 1997
- Boul roșu, co-autoare (cu C. Huluță), carte-catalog la expoziția Ciuma-instalație politică, 1997
- Piața Universității, Ed. Nemira, 1997
- Ghidul sărbătorilor românești, Humanitas, 1998
- Graffiti (dec. 1989 - ian. 1990), 1999
- Surâsul lui Harry, conține povestea de dragoste dintre Harry Brauner și Lena Constante, co-autoare (cu C.Huluță), Ed. Ars Docendi, 1999
- O stradă oarecare din București, co-autoare (cu I.Popescu), Ed. Nemira, 1999
- Sărbători românești, co-autoare (cu C.Huluță, C.Manolache, A.Pascu, M.Pavel), Ed. Ars Docendi, 1999
- Credințe și superstiții românești, după Artur Gorovei și Gh. Ciaușanu, antologie, co-autoare, 2000
- O viață, un destin, o icoană, co-autoare (cu I.Popescu, R.Alexandrescu), album icoane pe sticlă, Pro Tip, 2000
- Experimentul Zaica, co-autoare (D.Alexandrescu, C.Voicilă), Ed. Meridiane, 2000
- Lecții cu povești despre facerea lumii, co-autoare (cu C. Huluță, A.Pascu, M.Cerchez), manual opțional de folclor pentru copii, Ed. Sigma, 2000
- Câteva gînduri despre muzeu, cantități, materialitate și încrucișare/Dosar sentimental, 2000
- Versuri din flori, supliment la Martor nr.5, 2000
- Talmeș–balmeș de etnologie și nu numai / Haide, bre! – incursiune subiectivă în lumea aromânilor, 2001
- Aromânii, credințe și obiceiuri, 2001
- Arca lui Noe. Între neolitic și Coca-Cola - volum îngrijit de un colectiv al Muzeului Țăranului Român, coordonator Irina Nicolau, 2003
- Anii '80 și bucureștenii, Ed. Paideia, 2003
- Vagabondage dans les Balkans. Une incursion subjective au pays des Aroumains, La Tour d'Aigues : Éditions de l'Aube, 2003